# 유구외곽로
유구외곽로(Yuguoegwak-ro)는 충청남도 공주시 유구읍 녹천2교차로에서 유구읍 만천삼거리까지 연결하는 도로이다.

## 주요 경유지
충청남도
- 공주시 (유구읍)

## 노선
| 이름            | 접속 노선                      | 소재지 | 소재지 | 비고              |
| --------------- | ------------------------------ | ------ | ------ | ----------------- |
| 녹천2 교차로    | 국도 제32호선 (차동로)         | 공주시 | 유구읍 |                   |
| 석남삼거리      | 중앙1길                        | 공주시 | 유구읍 |                   |
| 녹천교          |                                | 공주시 | 유구읍 |                   |
| 만년교앞 교차로 | 국도 제39호선 (중앙1길) 만천길 | 공주시 | 유구읍 | 국도 제39호선구간 |
| 만년교          |                                | 공주시 | 유구읍 | 국도 제39호선구간 |
| 만천 교차로     | 국도 제32호선 (차동로)         | 공주시 | 유구읍 | 국도 제39호선구간 |
| 만천삼거리      | 국도 제32호선 (차동로)         | 공주시 | 유구읍 |                   |

## 주요 건물 및 시설
- S-OIL 녹천주유소 (유규외곽로 34/녹천리 203)
- 유구119안전센터 (유규외곽로 368/만천리 509-8)